# Юрченко Віталій Васильович
Юрченко Віталій Васильович (10 січня 1935, Шепетівка, Хмельницька обл., СРСР - 25 червня 2018, Київ, Україна) — радянський і український кінознавець, редактор. Член Національної спілки кінематографістів України.

## Біографічні відомості
Народився 10 січня 1935 р. у м. Шепетівка Хмельницької обл. в родині службовця.
Закінчив кінознавчий факультет Всесоюзного державного інституту кінематографії (1966).
Працював асистентом режисера на студії «Укртелефільм».
З 1968 р. — редактор Київської кіностудії художніх фільмів, очолює об'єднання «Талісман». Співпрацював із режисерами Ю.Іллєнком, Л.Осикою, М.Бєліковим, І.Миколайчуком, Г.Коханом, М.Рашеєвим та ін.

## Фільмографія
Працював у стрічках:
- «Білий птах з чорною ознакою» (1970),
- «Крутий горизонт» (1970),
- «Адреса вашого дому» (1972),
- «Народжена революцією» (1974, 3 с)
- «Мріяти і жити» (1974),
- «Червоний півень плімутрок» (1975, т/ф),
- «Переходимо до любові» (1975, т/ф),
- «Свято печеної картоплі» (1976),
- «Еквілібрист» (1976, т/ф),
- «Море» (1978, 2 с),
- «Напередодні прем'єри» (1978),
- «Смужка нескошених диких квітів» (1979)
- «Лісова пісня. Мавка» (1980),
- «Така пізня, така тепла осінь» (1981),
- «…Якого любили всі» (1982),
- «Якщо можеш, прости» (1984),
- «Колискова» (1985),
- «Вклонись до землі» (1988),
- «Розпад» (1989) та ін.